# Камешкурье
Камешкурье — деревня в Тотемском районе Вологодской области.
Входит в состав Толшменского сельского поселения, с точки зрения административно-территориального деления — в Никольский сельсовет.
Расположена на левом берегу реки Толшма. Расстояние по автодороге до районного центра Тотьмы — 99 км, до центра муниципального образования села Никольское — 1 км. Ближайшие населённые пункты — Кузнечиха, Никольское, Френиха.
По переписи 2002 года население — 16 человек.